# Джукул-Бандан
Джукул-Бандан (перс. جوكول بندان) — село в Ірані, у дегестані Сараван, у бахші Санґар, шагрестані Решт остану Ґілян. За даними перепису 2006 року, його населення становило 114 осіб, що проживали у складі 29 сімей.

## Клімат
Середня річна температура становить 14,25 °C, середня максимальна – 28,35 °C, а середня мінімальна – -1,13 °C. Середня річна кількість опадів – 1078 мм.
| Клімат поселення                              | Клімат поселення | Клімат поселення | Клімат поселення | Клімат поселення | Клімат поселення | Клімат поселення | Клімат поселення | Клімат поселення | Клімат поселення | Клімат поселення | Клімат поселення | Клімат поселення | Клімат поселення |
| Показник                                      | Січ.             | Лют.             | Бер.             | Квіт.            | Трав.            | Черв.            | Лип.             | Серп.            | Вер.             | Жовт.            | Лист.            | Груд.            |                  |
| Середній максимум, °C                         | 9,72             | 10,43            | 12,76            | 17,67            | 21,64            | 26,63            | 28,35            | 28,22            | 23,85            | 21,18            | 16,99            | 11,99            |                  |
| Середня температура, °C                       | 4,29             | 5,01             | 7,34             | 12,25            | 16,22            | 21,20            | 24,04            | 23,92            | 19,54            | 16,86            | 12,68            | 7,67             |                  |
| Середній мінімум, °C                          | −1,13            | −0,4             | 1,92             | 6,83             | 10,80            | 15,78            | 19,74            | 19,60            | 15,23            | 12,55            | 8,37             | 3,35             |                  |
| Норма опадів, мм                              | 112              | 92               | 86               | 51               | 45               | 29               | 28               | 53               | 111              | 170              | 154              | 147              |                  |
| Середньомісячна швидкість вітру, м/с          | 2.30             | 2.40             | 2.40             | 2.40             | 2.30             | 2.47             | 2.60             | 2.26             | 2.06             | 2.06             | 2.00             | 2.01             |                  |
| Середньомісячна сонячна радіація, кДж/м²·день | 7031             | 9099             | 11118            | 15745            | 19837            | 21968            | 22563            | 19197            | 15775            | 10981            | 8732             | 6693             |                  |
| --------------------------------------------- | ---------------- | ---------------- | ---------------- | ---------------- | ---------------- | ---------------- | ---------------- | ---------------- | ---------------- | ---------------- | ---------------- | ---------------- | ---------------- |
| Джерело:                                      |                  |                  |                  |                  |                  |                  |                  |                  |                  |                  |                  |                  |                  |